# Schattenelfen-Saga
Die Schattenelfen-Saga ist eine Fantasy-Pentalogie des Schriftstellers Bernhard Hennen aus den Jahren 2021 bis 2024. Die ohne Vorwissen lesbare und in sich geschlossene Romanreihe spielt in der vom Autor und James Sullivan erdachten Elfen-Welt. Im Rahmen des Kräftemessens zweier Fürstinnen werden die Auswirkungen auf den Lebensweg der davon betroffenen Hauptcharaktere der fünf Bücher beschrieben.

## Handlung
Der rote Faden der Erzählung ist die Auseinandersetzung zwischen Emerelle, der Königin der Albenmark, und der Fürstin Alathaia, die mit ihrer Insel Langollion dem Reich angehört. Alathaia konnte durch den Reichtum der Insel eine freie Gesellschaftsordnung schaffen, die auf viele Bewohner der anderen Fürstentümer sehr anziehend wirkt. Aus Sicht der Königin ist das Modell nicht auf die ganze Albenmark übertragbar, gefährde daher durch seine Attraktivität die Balance in ihrem Herrschaftsgebiet. Daher will sie die freie Gesellschaftsordnung auf Langollion um jeden Preis abschaffen. Der lange Zeit im Untergrund schwelende und ausgeführte Konflikt tritt im Laufe der fünf Romane immer weiter an die Öffentlichkeit und endet mit der kampflosen Besetzung Langollions durch die königlichen Truppen.
Geleitet wird Emerelle durch Zukunftsvisionen aus einer Silberschale. Ihr Kriegsmeister Ollowain fragt sie, ob sie durch ihre Aktionen nicht erst das in den Visionen gesehene Unheil heraufbeschwört, worauf sie keine Antwort weiß. Daraufhin macht ihr Ollowain den Vorschlag und bekommt die Erlaubnis, den Orden der Elfenritter gründen zu dürfen. Dieser Orden soll für mehr Gerechtigkeit in Albenmark sorgen, ein Anliegen, das auch Alathaia mit ihrer Gesellschaftsform auf Langollion verfolgte.
Alle Haupthandlungsorte befinden sich auf der Welt Albenmark. Im Mittelpunkt stehen die Inseln Langollion und Darna, das Kaiserreich Haiwanan und die verschollene Zwergenstadt Ishaven.
Hauptcharaktere der Handlung sind weitgehend nicht Alathaia und Emerelle, deren Entscheidungen und die daraus resultierenden Folgen die agierenden Figuren umsetzen müssen. Der Leser verfolgt die Geschichte des Kobolds Broja, der durch seine offene Art vom Unterweltanführer der Stadt Rosan bis zum Fürsten von Langollion aufsteigt. Einen ebenfalls steilen Aufstieg schafft die Assassinin und Heilerin Adelayne, die zur Kaiserin von Haiwanan gekrönt wird. Zu lesen ist von der bedingungslosen Liebe von Laurelin zur selbstverliebten Leynelle, die am Ende ihr Leben für ihn hingibt. Oft stehen die Abenteuer des Zwerges Swid und seiner Tauchbootmannschaft im Mittelpunkt. Und es wird die wachsende Zuneigung zwischen dem Wolfselben Melwyn und der Lutin Zafira beschrieben, die mit dem Tod des Elfen endet.
Parallel zur Handlung ist die Geschichte um den Rosenbusch Matha Blouta eingebunden. Diese Blutmagie wirkende Pflanze breitet sich in Albenmark aus. Sie ist auch der Schatten auf Alathaias freie Gesellschaftsform, denn sie sorgt mit Wissen der Fürstin durch regelmäßige Morde für den notwendigen Wohlstand. Durch Intrigen versucht Matha Blouta, die beiden Konfliktparteien sich gegenseitig schwächen zu lassen, um am Ende selbst die Herrschaft über Albenmark an sich reißen zu können. Als Matha Blouta Emerelle offen angreift, vernichtet die Königin den Rosenbusch samt aller Ableger.

### Die Blutkönigin
Während eines Jagdausflugs in die Swaiamark gerät der Elf Laurelin in die Gefangenschaft der Trolle. Sein Jagdkollege wird zu Tode gefoltert, doch er selbst kommt unter Mithilfe der Schamanin des Stammes wieder frei. Daher kann er seinem Lebenstraum folgen, nach Langollion zu ziehen. Im Hafenort der Insel übergibt der gutmütige und leichtgläubige Mann sein Hab und Gut einer ihn ausnutzenden Frau, das er als Eintrittsentgelt für den Zutritt auf die Insel benötigt hätte. Aus der sich ergebenden aussichtslosen Situation verhilft ihm der Kobold Broja zur Flucht aus Rosan.
Die Elfe Adelayne wird von der Königin mit dem Auftrag nach Langollion gesendet, die Fürstin Alathaia zu ermorden. Es gelingt ihr, bei einem Ausritt das Pferd der Fürstin scheu zu machen, sodass die Herrscherin über die Klippe ins Meer stürzt. Laurelin und Broja retten die Fürstin vor dem Ertrinken in eine gut versteckte Höhle, in der die durch eine Metallmaske entstellte Elfe Leynelle haust. Vor Jahren wurde sie von Alathaia zu diesem magiefreien Leben verurteilt, um deren eigene Beteiligung an Blutmagie-Riten zu verschleiern.
Im Geheimen verlassen Alathaia und ihre Gefährten auf einem Tauchboot der Zwerge die Insel. Die Fürstin reist zur Insel Darna, um das Rote Buch der Blutkönigin in deren Grab zu suchen. Sie erhofft sich dadurch die Macht, um gegen Emerelle bestehen zu können.
In Rückblicken wird über das Schicksal der Blutkönigin Ilak aus dem Blickwinkel des Kobolds Zachri, des Vaters von Broja, berichtet. Die Blutkönigin suchte auf Darna den entscheidenden Kampf gegen die zu dieser Zeit über die Albenmark herrschenden Himmelsschlangen. Sie verlor die Schlacht auf dem Schwertlilienfeld und musste mit ihren letzten Getreuen ihr eigenes Grab bauen. Zweitausend Jahre lang verbrennt Ilak in einer teuflischen Falle immer wieder und kann sich nur durch Blutmagie heilen, ohne jedoch das Grab verlassen zu können. In diesem Zustand trifft Alathaia auf die Blutkönigin. Diese packt Alathaia und beide verbrennen. Ilak kann nur eine von beiden heilen und stellt die Fürstin vor die Wahl, ihren Geist in sich aufzunehmen oder zu sterben. Auf diesem Weg kann die Blutkönigin ihr Martyrium beenden und das Grab verlassen.

### Der Gläserner Kaiser
Emerelle weiß durch den Blick in ihre Silberschale vom Überleben Alathaias. Daher plant sie die Besetzung von Langollion und lässt durch ihre Abgesandten Zafira und Melwyn im Kaiserreich Haiwanan um militärische Unterstützung anfragen. Gleichzeitig entsendet Alathaia mit der zu ihr übergelaufenen Adelayne eine Botschafterin zum Gläsernen Kaiser mit der gleichen Bitte. Begleitet wird die Heilerin von Leynelle und Broja. Sie werden in den Krieg von Kaiser Ligon gegen den Drachen Morgenstern eingebunden. Ligon macht Adelayne einen Hochzeitsantrag, den sie annimmt, da dies gleichzeitig Truppen für Langollion bedeuten würde.

### Das Eherne Wort
Makiko, die Tochter des Kaisers, ermordet heimlich ihren Vater und tritt nach kurzem Machtkampf zusammen mit ihrem Bruder Jago die Thronfolge an. Gemeinsam lösen sie das Versprechen ihres Vaters ein und ehelichen Adelayne. Sie setzen den Kampf gegen den Drachen Morgenstern fort und erobern einen Teil seiner Stadt. Bei den Kampfhandlungen kommt Jago ums Leben. Der Kobold Broja wechselt während der Auseinandersetzung die Seite und beginnt sich mit Morgenstern anzufreunden.
Alathaia reist mit dem Tauchboot zum Drachentempel im Waldmeer. Dort befindet sich der Schädel einer Himmelsschlange, die sie durch ihre Magie erwecken und sich unterwerfen will. Doch sie scheitert. Der noch in ihr befindliche Geist der Blutkönigin wechselt in den Körper einer Echsenpriesterin.
Emerelle beginnt die Invasion von Langollion. Die Insel fällt ihr kampflos in die Hände.

### Das Labyrinth der Nacht
Durch den Tod von Jago ist die Position der Kaiserinnen Makiko und Adelayne in einer von Männern dominierten Welt geschwächt. Durch weitere Angriffe und Teileroberungen der Stadt Morgensterns beginnen sie ihren Thron zu festigen. Der Drache bittet um einen zehntägigen Waffenstillstand, an dessen Ende er die kampflose Übergabe seiner Stadt und den Weg ins Exil zusagt.
Adelayne verkündet Emerelles Botschafterin Zafira, sich nicht in die internen Auseinandersetzungen der Elfen einzumischen. Das Kaiserreich wird daher weder Emerelle noch Alathaia unterstützen.
Alathaia reist in das Land der Trolle, um sich von diesen einen der machtvollen Albensteine zu erbitten. Mit diesem soll es gelingen, eine Himmelsschlange zu erwecken. Doch die Schamanin Skanga schickt sie und ihre Gefährten in das Labyrinth der Nacht, dessen bösartige Bewohner von jedem der Gemeinschaft ein Opfer verlangen. Alathaia wird vor die Wahl gestellt, das Leben ihres Sohnes zu erhalten oder die Steine der Macht zu behalten. Sie opfert ihren Sohn, um mit den Steinen ihr Reich zurückerobern zu können.

### Die weinende Stadt
Das Tauchboot der Zwerge erreicht die seit langem verschollene Zwergenbinge Ishaven. Kapitän Swid und seine Mannschaft finden heraus, weshalb die Stadt unterging. Vor viertausend Jahren verweigerten die Zwerge während eines harten Winter trotz voller Vorratskammern den Trollen und Kobolden den Zutritt in den unterirdischen Ort. Alle Hilfsbedürftigen verhungerten. Wenig später traf eine Trollschamanin ein, die durch einen bösen Zauber die Toten zum Leben erweckte und die Binge erobern ließ. Nur eine Zwergin und mehrere Kinder überlebten das Massaker in einem Wandbild und wurden von den nun eintreffenden Zwergen gerettet.
Als Emerelle von der Ankunft des Tauchboots in Ishaven erfährt, und da sie dort Alathaia vermutet, begibt sie sich auf den Weg in die Zwergenstadt, um ihre Rivalin zu stellen. Bei ihrer Ankunft erwachen die Untoten erneut. Die Zwerge und die Neuankömmlinge können sich in einem Tauchboot aus Silberstahl retten, das die Jahrtausende überstanden hat.
Auf Umwegen erhält Alathaia den Albenstein der Trolle. Auf der Zerbrochenen Welt muss sie ihren Hauptmann Nanduval bewusst opfern, um aus einem ihrer Steine einen Drachen zum Leben zu erwecken. Alathaia vereinigt sich mit dem Wesen und gibt ihren Körper auf. Gemeinsam vernichten sie die ehemalige Stadt von Morgenstern und das Heerlager Haiwanans. Dabei dürften auch die Kaiserinnen ums Leben kommen.
Emerelle lockt den Drachen in eine Falle. Sie verbannt ihn und damit auch Alathaia in einen Albenstein, der daraufhin tief im Gestein von Albenmark versinkt.